# Esther Schweins
Esther Schweins est une actrice et présentatrice de télévision allemande née le 18 avril 1970 à Oberhausen, Allemagne de l'Ouest.

## Biographie
Esther Schweins a grandi à Viernheim, dans le sud de l'Allemagne. Elle a pris des cours de théâtre à Karlsruhe pour une année et a fréquenté l'école de théâtre de Westphalie à Bochum. Elle a quitté pour Bottrop, une plus grande ville d'Allemagne, dans le but d'obtenir un emploi plus prometteur pour sa carrière. Elle y a fait sa première apparition majeure à la télévision en tant que présentatrice d'un défilé de mode. Elle a ensuite été engagée par le réseau allemand RTL Television afin d'y travailler les samedis soirs. Appartenant à la distribution régulière de l'émission, elle est devenue une favorite des téléspectateurs. 
En 1998, Schweins joue dans une série comique du réseau. Depuis 2002, elle est l'hôte d'une émission de télévision de la ZDF qui traite de théâtre et de cinéma. Avant les élections législatives de 2002 et 2005, Schweis s'est impliquée dans les deux campagnes (2002 et 2005) pour le Parti social-démocrate d'Allemagne.
En décembre 2004, lorsqu'elle était en vacances au Sri Lanka avec sa mère, elles ont presque été victimes du tsunami. Elle et sa mère ont été emportées par des vagues, mais s'en sont sorties indemnes. Depuis ce temps, elle est impliquée dans l'aide aux victimes du tsunami au Sri Lanka. Elle a abandonné sa résidence permanente en Allemagne et a vécu temporairement chez des amis ou dans des hôtels. Depuis 2008, elle occupe un foyer permanent à Majorque, en Espagne. En 2007, Schweins a dirigé le jeu Caveman, qui a été réalisée dans plusieurs villes allemandes. 
Schweis a une fille née en 2007 et un fils né en 2008.

## Filmographie

### Cinéma
- 1996 : Der Trip - Die nackte Gitarre 0,5 : Petra
- 1996 : Das Superweib : Sonja Sonne
- 1996 : Weibsbilder
- 1997 : Rosenkavalier : Saskia
- 2000 : Lava : Nova
- 2002 : Braindogs : Leila
- 2005 : Feuer : Paula
- 2005 : Kampfansage - Der letzte Schüler : Linda
- 2006 : Maria an Callas : Axels Frau Susa
- 2007 : Die Anruferin : Sina Lehmann
- 2008 : Insensitive : Nathalie
- 2010 : Vorstadtkrokodile 2 : La mère de Maria et Olli
- 2010 : Der Doc und die Hexe : (TV) Paula Wunderlich
- 2010 : Tatort :  Elli Hall / (Épisodes)
- 2010 : Liebling, lass uns scheiden! : Franziska Klaus
- 2011 : This September :  Olivia Thorpe (Épisodes)

### Télévision
- 1994 : Drei zum Verlieben
- 1995 : Zwei Partner auf 6 Pfoten : Carola Wengenroth
- 1996 : Anwalt Martin Berg - Im Auftrag der Gerechtigkeit
- 1996 : Alles außer Mord! : Dunja Ritter
- 1996 : Küsse niemals deinen Chef : Jeannine
- 1997 : Schimanski (Tatort) : Elli Hall
- 1997 : Null Risiko und reich : Inez
- 1997 : Ein Schloß für Rita : Frau Wohlfahrt
- 1997 : Ein Sauberer Mord - Tod in der Reinigungsfirma : Marion Wenzel
- 1998 : Drei Tage Angst : Linda Kohler
- 1998 : Le Clown (Der Clown) : Vana
- 1998 : Höllische Nachbarn : Katharina Buck
- 1999 : Ich bin kein Mann für eine Frau : Brigitte Hansen
- 1999 : Michel Strogoff
- 2000 : Kinderraub in Rio - Eine Mutter schlägt zurück : Dr. Linda Conti
- 2000 : Höllische Nachbarn - Nur Frauen sind schlimmer : Katharina Buck
- 2000  : Im Fadenkreuz - Die Feuertaufe : Anna Brinck
- 2000 : Im Fadenkreuz - Bis daß der Tod euch scheidet : Anna Brinck
- 2000 : Die Straßen von Berlin : Franziska Siebert
- 2001 : Klassentreffen - Mordfall unter Freunden : Dagmar
- 2001 : Im Fadenkreuz - Das Chamäleon : Anna Brinck
- 2001 : Papa, tu avais promis ! (Paps, Versprechen hält man!) : Viola
- 2001 : Sesamstraße : Hexe Mümü
- 2002 : Die Fabelhaften Schwestern : Marla
- 2002 : Familie XXL : Heidi
- 2002 : Wann ist der Mann ein Mann? : Sophie Berger
- 2002 : Auch Engel wollen nur das Eine : Engel Daphne
- 2003 : Denninger - Der Mallorcakrimi : Tina Braase
- 2003 : Küss' niemals einen Flaschengeist : Vicky
- 2005 : Tausche Kind gegen Karriere : Charlotte
- 2005 : Les Bas-fonts : Walli
- 2006 : Blond: Eva Blond! : Daphne Feist
- 2006 : L'Empreinte du crime : Katrin Rasch
- 2006 : Menteur malgré lui : Moni Lehmann
- 2006 : Commissaire Brunetti : Captain Terry Peters
- 2007 : Ein Fall für den Fuchs : Sandra
- 2007 : Une princesse à marier (Der Butler und die Prinzessin) : Patricia von Knesewitz
- 2008 : Küss mich, wenn es Liebe ist : Patricia Glück
- 2012 : La Châtelaine (Die Rache der Wanderhure) : Isabel de Melancourt
- 2012 : Commissaire Brunetti (1 épisode) : Franca Cataldo
- 2013 : Un été à Rome (Sommer in Rom) : Susanne Heinrich
- 2013 : Amour de jeunesse (Liebe am Fjord - Sog der Gezeiten) : Agnes Wallem

## Publications
- Niki Greb, Esther Schweins; Anne Enderlein (Hrsg.): Saft & Kraft. Une alimentation saine et amusante. Eichborn, Frankfurt sur le Main 2008,  (ISBN 978-3-8218-7303-9).
- Silke Burmeister; Oliver Versch (Hrsg.): Le journal secret de Carla Bruni, raconté par Esther Schweins, Random House, 2008,  (ISBN 978-3-8371-0014-3).
- Une femme - un livre, le livre-audio: une femme doit savoir certaines choses sur la vie, [Sachbuch, avec Heike Blümner et Jaqueline Thomae. Lu par Annette Frier, Ina Müller, Esther Schweins, Regie Tom Ammermann], Random House, Cologne 2009,  (ISBN 978-3-8371-0142-3).